# Andrezieux Challenger 2007
L'Andrezieux Challenger 2007 è stato un torneo di tennis facente parte della categoria ATP Challenger Series nell'ambito dell'ATP Challenger Series 2007. Il torneo si è giocato a Andrézieux in Francia dal 15 al 21 ottobre 2007 su campi in cemento indoor.

## Vincitori

### Singolare
Thierry Ascione ha battuto in finale  José Acasuso con il punteggio di 7–6(6), 2–6, 6–2

### Doppio
Martín García /  Sebastián Prieto hanno battuto in finale  José Acasuso /  Diego Hartfield con il punteggio di 6–3, 6–1